# Hélène Pelletier
Hélène Pelletier (nacida el 2 de enero de 1959) es una ex tenista profesional canadiense.

## Biografía
Nació en Charlesbourg en la provincia de Quebec, Canadá. Pelletier mostró talento en el esquí acuático desde niña y no comenzó a jugar al tenis hasta los 14 años. Entrenó durante un breve tiempo en la Academia Hopman de Florida antes de lesionarse el tobillo y jugó tenis en el Rollins College . 
En 1979 ganó una medalla de plata en los Juegos Panamericanos en dobles femeninos y un bronce en dobles mixtos en Ciudad de México.
Pelletier jugó un total de 12 eliminatorias en la Copa Billie Jean King representando a Canadá, de 1981 a 1985.
Fue más destacada en la gira profesional como jugadora de dobles, a menudo junto a su compañera de equipo de la Copa Federación Jill Hetherington, con quien ganó el Abierto de Brasil de 1984 en Río de Janeiro llegando a los octavos de final en el Abierto de Francia de 1984 . La mayor victoria de la pareja fue sobre Martina Navratilova y Gigi Fernández en los Virginia Slims de Florida de 1985 . 
Como jugadora de individuales, sus logros incluyen la clasificación para el cuadro principal del Campeonato de Wimbledon de 1984 . Derrotó a Liz Smylie en la edición de 1984 del Abierto de Canadá y ganó un partido de la Copa Federación contra la británica Anne Hobbs ese mismo año.
Pelletier se retiró debido a una lesión en 1986 y pasó a tener una carrera en los medios de comunicación. Comenzó en la emisora de radio CKAC y desde 1989 trabaja en la emisora de deportes de Quebec Réseau des sports (RDS). 

## Títulos en la carrera

### Dobles (1)
| Fecha         | Torneo               | Superficie | Pareja            | Oponentes                 | Puntaje             |
| ------------- | -------------------- | ---------- | ----------------- | ------------------------- | ------------------- |
| julio de 1984 | Copa Brasil de Tenis | Duro       | Jill Hetherington | Penny Mager Kyle Copeland | 6–3, 2–6, 7–6 (9–7) |